# Morpho didius
Morpho didius är en fjärilsart som beskrevs av Carl Heinrich Hopffer 1874. Morpho didius ingår i släktet Morpho och familjen praktfjärilar. Inga underarter finns listade i Catalogue of Life.

## Bildgalleri

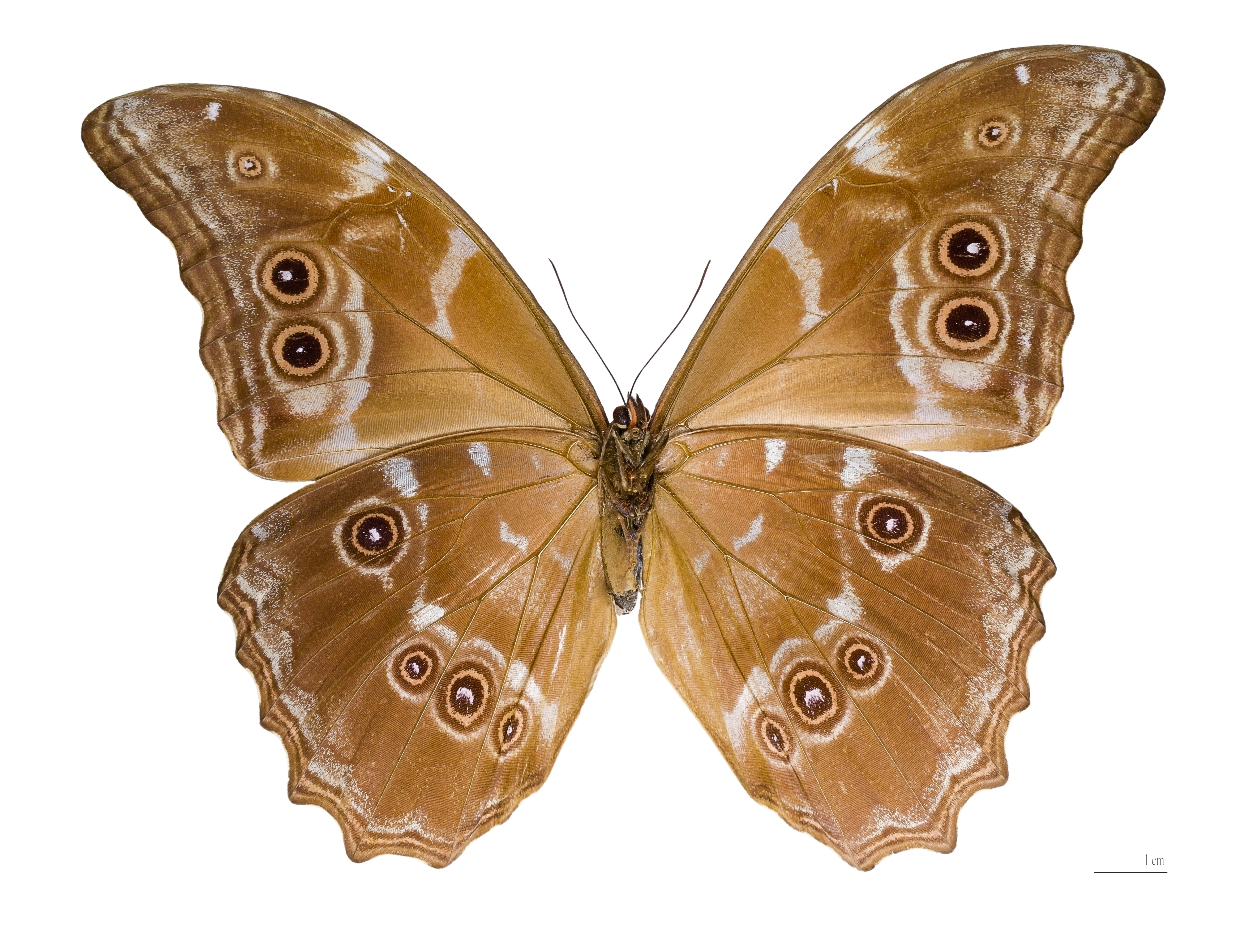